# 赵元
赵元（1925年12月6日—2020年3月16日），女，出生于上海，籍贯浙江奉化，中国电影导演，北京电影制片厂导演。1990年凭借电影《红楼梦》获第10届中国电影金鸡奖最佳导演。

## 延伸阅读
[在维基数据编辑]